# Molophilus biaga
Molophilus biaga là một loài ruồi trong họ Limoniidae. Chúng phân bố ở miền Australasia.